# Ron Popeil
Ronald M. Popeil (Nova York, Estados Unidos, 3 de maio de 1935 – 28 de julho de 2021) foi uma personalidade midiática e inventor americano. É mais conhecido por suas aparições nos infomerciais da Showtime Rotisserie e por usar na televisão a frase "But wait, there's more!" (português: "Mas espere, tem mais!") desde meados da década de 1950.
Entre as invenções anunciadas por ele na TV estão os processadores de alimentos Chop-O-Matic, Dial-O-Matic, e the Veg-O-Matic, o transmissor de rádio de ondas curtas Mr. Microphone e o descascador de ovos Inside-The-Shell Egg Scramble.